# Zeki Çelik
Mehmet Zeki Çelik (Yıldırım, 1997. február 17. –) török válogatott labdarúgó, az AS Roma játékosa.

## Pályafutása

### Klubcsapatokban
A Yavuz Selimspor és a Bursaspor korosztályos csapataiban nevelkedett, utóbbival U17-es bajnokságot nyert. 2015 nyarán a Karacabey Belediyespor csapatához került kölcsönbe. 2016. augusztus 25-én az İstanbulspor szerződtette, amellyel az első szezonjában megnyerték a harmadosztályt. 2018. július 8-án a francia Lille szerződtette ötévre. Engin Verel után ő lett a klub történelmében a második török labdarúgó. Augusztus 11-én mutatkozott be a Stade Rennes elleni bajnoki mérkőzésen. 2019. április 28-án első bajnoki gólját szerezte meg a Nîmes Olympique ellen 5–0-ra megnyert találkozón. A 2020–21-es szezonban megnyerték a bajnokságot. 2022. július 5-én az olasz AS Roma csapatához írt alá négy évre. Augusztus 22-én debütált a bajnokságban a Cremonese ellen.

### A válogatottban
Többszörös korosztályos válogatott, részt vett a 2014-es U17-es labdarúgó-Európa-bajnokságon. 2018. március 20-án kapott először meghívót a felnőtt válogatottba. Június 5-én mutatkozott be Oroszország ellen a 90. percben Şener Özbayraklı cseréjeként. 2019. június 2-án megszerezte az első két gólját a válogatottban Üzbegisztán ellen 2–0-ra megnyert barátságos mérkőzésen. 2021 májusában bekerült a 2020-as labdarúgó-Európa-bajnokságra utazó török keretbe.

## Statisztikái

### Klub
2025. február 13-i állapotnak megfelelően.
| Klub         | Szezon   | Bajnokság | Bajnokság | Bajnokság | Kupa  | Kupa  | Ligakupa | Ligakupa | Nemzetközi | Nemzetközi | Egyéb | Egyéb | Összesen | Összesen |
| Klub         | Szezon   | Osztály   | Mérk.     | Gólok     | Mérk. | Gólok | Mérk.    | Gólok    | Mérk.      | Gólok      | Mérk. | Gólok | Mérk.    | Gólok    |
| ------------ | -------- | --------- | --------- | --------- | ----- | ----- | -------- | -------- | ---------- | ---------- | ----- | ----- | -------- | -------- |
| Karacabey    | 2015–16  | 3.Lig     | 34        | 0         | 1     | 0     | —        | —        | —          | —          | —     | —     | 35       | 0        |
| Karacabey    | Összesen | Összesen  | 34        | 0         | 1     | 0     | 0        | 0        | 0          | 0          | 0     | 0     | 35       | 0        |
| İstanbulspor | 2016–17  | 2.Lig     | 31        | 0         | 0     | 0     | —        | —        | —          | —          | —     | —     | 31       | 0        |
| İstanbulspor | 2017–18  | 1.Lig     | 33        | 3         | 5     | 0     | —        | —        | —          | —          | —     | —     | 38       | 3        |
| İstanbulspor | Összesen | Összesen  | 64        | 3         | 5     | 0     | 0        | 0        | 0          | 0          | 0     | 0     | 69       | 3        |
| Lille        | 2018–19  | Ligue 1   | 34        | 1         | 2     | 0     | —        | —        | —          | —          | —     | —     | 36       | 1        |
| Lille        | 2019–20  | Ligue 1   | 23        | 0         | 1     | 0     | 2        | 0        | 6          | 0          | —     | —     | 32       | 0        |
| Lille        | 2020–21  | Ligue 1   | 29        | 3         | 2     | 0     | —        | —        | 4          | 1          | —     | —     | 35       | 4        |
| Lille        | 2021–22  | Ligue 1   | 32        | 2         | 1     | 1     | —        | —        | 7          | 0          | —     | —     | 40       | 3        |
| Lille        | Összesen | Összesen  | 118       | 6         | 6     | 1     | 2        | 0        | 17         | 1          | 0     | 0     | 143      | 8        |
| AS Roma      | 2022–23  | Serie A   | 24        | 0         | 2     | 0     | —        | —        | 8          | 0          | —     | —     | 34       | 0        |
| AS Roma      | 2023–24  | Serie A   | 17        | 0         | 1     | 0     | —        | —        | 11         | 0          | —     | —     | 29       | 0        |
| AS Roma      | 2024–25  | Serie A   | 21        | 0         | 2     | 0     | —        | —        | 8          | 1          | —     | —     | 31       | 1        |
| AS Roma      | Összesen | Összesen  | 62        | 0         | 5     | 0     | 0        | 0        | 27         | 1          | 0     | 0     | 94       | 1        |
| Összesen     | Összesen | Összesen  | 278       | 7         | 19    | 1     | 0        | 0        | 44         | 2          | 0     | 0     | 341      | 10       |

### Válogatott
2024. november 16-i állapotnak megfelelően.
| Nemzet      | Év       | Mérk. | Gólok |
| ----------- | -------- | ----- | ----- |
| Törökország | 2018     | 4     | 0     |
| Törökország | 2019     | 10    | 2     |
| Törökország | 2020     | 4     | 0     |
| Törökország | 2021     | 11    | 0     |
| Törökország | 2022     | 6     | 0     |
| Törökország | 2023     | 7     | 0     |
| Törökország | 2024     | 11    | 0     |
| Törökország | 2025     | 0     | 0     |
| Összesen    | Összesen | 53    | 2     |

### Válogatott góljai
2019. június 2-i állapotnak megfelelően.
| #  | Időpont         | Helyszín                                      | Ellenfél    | Gólok | Eredmény | Kiírás              |
| -- | --------------- | --------------------------------------------- | ----------- | ----- | -------- | ------------------- |
| 1. | 2019. június 2. | Kırbıyık Holding Stadium, Alanya, Törökország | Üzbegisztán | 1–0   | 2–0      | Barátságos mérkőzés |
| 2. | 2019. június 2. | Kırbıyık Holding Stadium, Alanya, Törökország | Üzbegisztán | 2–0   | 2–0      | Barátságos mérkőzés |

## Sikerei, díjai
- Bursaspor
  - Török U17-es bajnok: 2013–14[1]

- İstanbulspor
  - 2.Lig: 2016–17

- Lille
  - Ligue 1: 2020–21[17]

## Külső hivatkozások
- Zeki Çelik adatlapja a Transfermarkt oldalon (angolul)
- Zeki Çelik adatlapja a Soccerway oldalon (angolul)